# Langenberg (Kaufunger Wald)
Der Langenberg ist ein 565 m ü. NHN hoher Berg im Kaufunger Wald. Er liegt nahe Großalmerode größtenteils im gemeindefreien Gebiet Gutsbezirk Kaufunger Wald im nordhessischen Werra-Meißner-Kreis und ist Ort des Roten Sees.

## Geographie

### Lage
Der Langenberg erhebt sich im Geo-Naturpark Frau-Holle-Land (Werratal.Meißner.Kaufunger Wald). Sein Gipfel liegt 3 km nordöstlich der Kernstadt von Großalmerode sowie 3 km nordnordwestlich von Uengsterode und 1,7 km nordwestlich von Trubenhausen, zwei Stadtteilen von Großalmerode. Außerdem befindet er sich 3,1 km südwestlich von Hundelshausen, 2,5 km südsüdwestlich von Fahrenbach und 3 km südsüdöstlich des zu Roßbach gehörenden Weilers Oberroßbach, die sich im südlichen bis südwestlichen Stadtgebiet von Witzenhausen befinden.
Über einen etwa 525 m hohen Sattel ist der Langenberg mit der 1,2 km nordwestlich seines Gipfels liegenden Großen Kappe (572,5 m) verbunden. Sie ist ein Ostausläufer des Bilsteins (ca. 641,2 m).

### Naturräumliche Zuordnung
Der Langenberg gehört in der naturräumlichen Haupteinheitengruppe Osthessisches Bergland (Nr. 35), in der Haupteinheit Fulda-Werra-Bergland (357) und in der Untereinheit Kaufunger Wald und Söhre (357.7) zum Naturraum Kaufunger Wald-Hochfläche (Vorderer Kaufunger Wald) (357.71). Die Landschaft fällt nach Norden bis Osten in den Naturraum Hinterer Kaufunger Wald (357.72) ab. Der Südfuß stößt an den Naturraum Rommeroder Hügelland (357.53) und der Südost- bis Ostfuß an den Naturraum Velmeder Tal (357.52).

### Gewässer

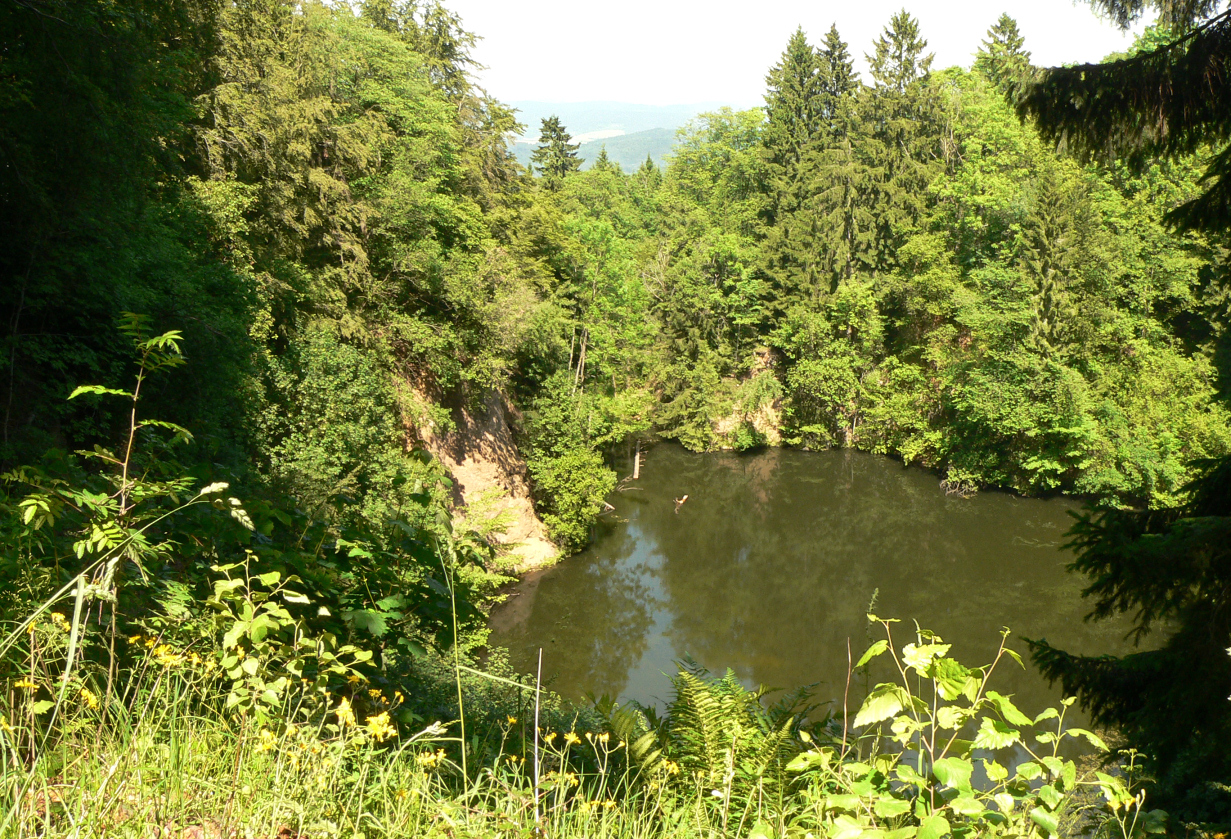
Roter See

In Richtung der Großen Kappe liegt 570 m nordnordwestlich des Langenberggipfels der Rote See, ein etwa 0,7 ha großer Tagebaurestsee. Westlich des Berges fließt der Fahrenbach I, und auf dem Nordhang entspringt der Fahrenbach II; beide münden in den südlich und östlich am Berg vorbeifließenden Werra-Zufluss Gelster. Dem unteren Süd- bis Nordosthang des Berges entfließen zahlreiche Gelster-Zuflüsse, deren längster 1 km lang ist.

## Verkehrsanbindung und Wandern
Südlich und östlich vorbei am Langenberg führt von Großalmerode durch Trubenhausen nach Hundelshausen die Bundesstraße 451. Von dieser Straße zweigt nördlich von Hundelshausen die Kreisstraße 64 ab, die im nordnordöstlich des Bergs liegenden Fahrenbach endet. Zu erreichen ist der Berggipfel nur auf Waldwegen und -pfaden. Vom Bilstein verläuft vorbei an der Großen Kappe und am Roten See, über den Nord- und Osthang des Langenbergs und dann hinab nach Trubenhausen der Frau-Holle-Pfad; beim am Pfad stehenden Dorfgemeinschaftshaus liegt ein Parkplatz. Vor dem Roten See zweigen von diesem Pfad der Eder-Gelster-Weg nach Großalmerode ab, wo er an der Gelster endet, und der Premiumwanderweg P14 Bilstein. Kurz darauf zweigt der Herkulesweg nach Hundelshausen ab. Bis nahe an die Große Kappe heran, vorbei am Roten See, um den Langenberg und vorbei am Trubenhausener Dorfgemeinschaftshaus führt der Rundweg Großalmerode 18.